# 上海交通大学物理与天文系
上海交通大学物理系，成立于1928年。
物理系最早可追溯于1906年的物理实验室，1952年院系调整，物理系停办，仅留下物理教研室。1978年重建应用物理系，2001年改为物理系，2013年更名为物理与天文系，2017年更名为物理与天文学院。
新成立的物理与天文学院下设交叉科学研究所，凝聚态物理研究所，粒子与核物理研究所，光科学与技术研究所，天文系，激光等离子体研究所，维尔切克量子中心等九个二级单位、四个省部级重点实验室、三个基金委创新研究群体、三个教育部创新团队和两个科技部创新团队。

## 著名系友
裘维裕、周铭、赵富鑫、胡刚复、叶蕴理、周同庆、方俊鑫、吴有训、程守诛、蔡建华、雷啸霖、李家明、汪道涵、钱家骐、胡国定、钱皋韵、华中一、匡定波、吴杭生、龚昌德、方守贤、朱诗尧、顾敏、叶军、丁洪、郑杰等。